# 朝日美術館
朝日美術館（あさひびじゅつかん）は、長野県東筑摩郡朝日村にある村立美術館。「縄文むら施設設置条例」に基づき運営されている。補助名称は「上條俊介記念館」。朝日村歴史民俗資料館が併設されている。当村出身の彫刻家上條俊介（かみじょう しゅんすけ）の作品を中心に収蔵・展示を行っている。

## 施設概要
- 鉄筋コンクリート造 平屋建て
- 延床面積 497.50平方メートル[1]
- 開館時間 午前9時から午後5時(入館は午後4時30分まで)
- 休館日 月曜日(祝祭日の場合は翌日休館)、冬期休館(12月～1月)

## 上條俊介
1899年6月28日生まれ。1919年早稲田大学に入学し、在学中から北村西望に師事して彫刻の制作を始める。1924年第5回帝国美術院展覧会に「懊脳時代」が初入選し、以後帝展に出品を続けた。1937年からは新文展に無鑑査出品を続け活躍した。戦後は帰郷し、長野県展や、長野県彫刻工芸展などに出品し、県内の彫刻制作の中心的人物として活躍した。1980年9月10日死去。

## アクセス
- 長野自動車道塩尻ICから 車で約25分
- JR東日本塩尻駅から 車で約20分